# コスタ・トマシェヴィッチ
コスタ・トマシェヴィッチ（セルビア語: Коста Томашевић, ラテン文字転写: Kosta Tomašević、1923年7月25日 - 1976年3月13日）は、セルビア（旧ユーゴスラビア）の元サッカー選手。ポジションはフォワード。

## 経歴
レッドスター・ベオグラード黎明期に活躍したストライカー。公式戦151試合に出場し通算5位の137得点を決め、レッドスターとFKスパルタク・スボティツァでユーゴスラビア・プルヴァ・リーガ得点王に輝いた。
ユーゴスラビア代表では1946年から1951年までの10試合に出場し5得点を記録している。